# ムスリム

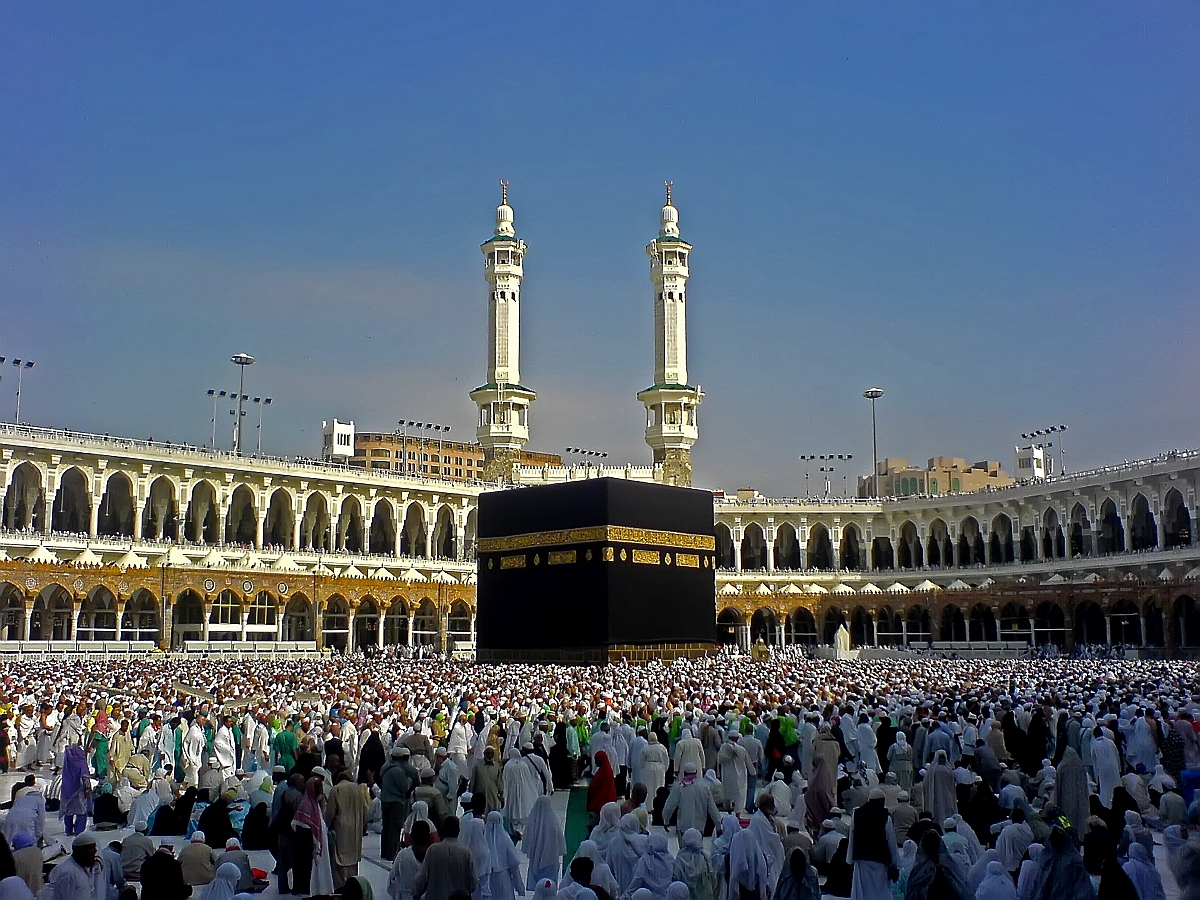
カアバとタワーフをするムスリム

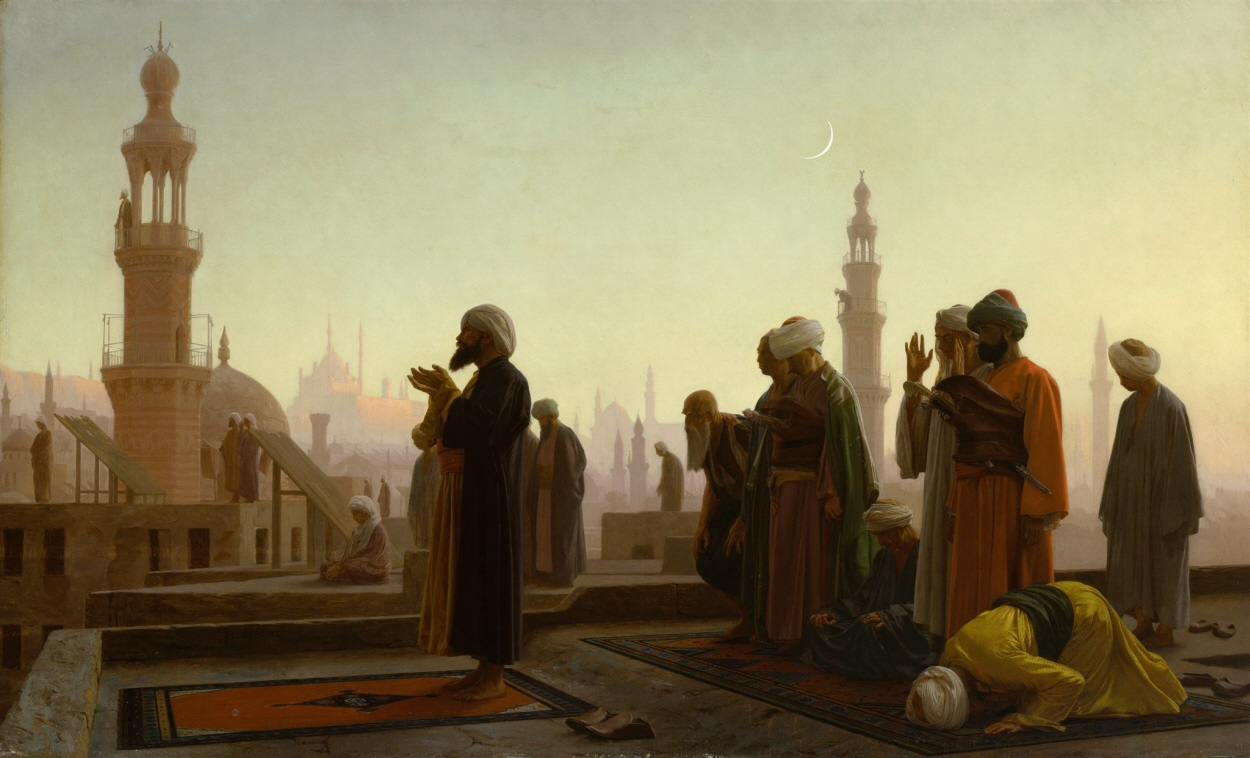
カイロでのムスリムの祈り

ムスリム（アラビア語: مسلم、英語: Muslim）とは、「（神に）帰依する者」を意味するアラビア語で、イスラーム教を信仰する人びとを指す。

## 概要
キリスト教圏ではムハンマド教徒（英: Mohammedan 等）とも呼ばれ、日本でもかつては一部でこの語を用いた。女性形はムスリマ（アラビア語: مسلمة）だが、アラビア語社会以外では基本的には区別しない。また、中世キリスト教世界では、イシュマエル人、カルデア人、モーロ人、サラセン人などあたかも民族集団であるかのような名称でも呼ばれた。
ムスリムになるためには、証人となるムスリムの前で信仰告白（シャハーダ）の手続きを取ることが必要である。ムスリムは、神（アッラーフ）を常に身近に感じるように、五行を実践することが建前である。父親がムスリムであるものは自動的にムスリムとなるとされている。

## 分布
かつて、イスラム教はキリスト教よりはるかに多様な民族の間で信仰されていた。しかし、近代以降になって西方のキリスト教会が世界中に布教を行いその分布を広げたため、イスラム教を信仰する民族は限られるようになった。しかし、イスラム教優勢の民族の人口が増加傾向にあるため、今もその勢力を拡大させている。
サハラ砂漠以北の世界に限って言うと、イスラム教を信仰する民族はかなり限定的で、アラブ系、ペルシア系、インド系、テュルク系、マライ系の五つの系統の民族でほぼ全ムスリムの95%以上を占めている。残りの数%に関しても、東ヨーロッパ・バルカン半島のボシュニャク人、アルバニア人などのムスリム（かつてヨーロッパにおいては、イベリア半島のスペイン・ポルトガルで多くのムスリムが存在した）、コーカサスの諸民族、中国領内の中国系ムスリム、モンゴル系ムスリムなど、やはり限られた民族の間で信仰されている。
一方、それに対してサハラ以南のアフリカでは実に多様な民族の間でイスラムが信仰される。サハラ以南のアフリカの場合、民族でムスリムか、非ムスリムかを判定することは困難である。
日本国内においては、東京などの首都圏にイスラム教圏出身外国人の過半数が居住するが、明治以降の近代日本で最初にイスラム礼拝所ができたのは愛知県名古屋市だった。1931年3月に結成された「名古屋回教徒団」により日本初のモスクが設立されたという記録が残る。この戦前に建てられたモスクは一旦空襲により焼失するが、現在では名古屋市中村区に「名古屋モスク」が再建されている。戦前からイスラム教徒のコミュニティがあった流れを汲んで名古屋市や岐阜市など東海地方諸都市には、今でもイスラム教徒の集住コミュニティがある。現代では移民によって、北米や西ヨーロッパでムスリムが増加している。

## 概念
ムスリムとは宗教的概念である。ところが、これは民族的概念だと意識されることが多い。
中国、ネパール、スリランカ、ブルガリア、旧ユーゴスラビア諸国などの非イスラム教国には現地の言語や文化、形質などに同化しているムスリムの集団が見られる。例えば、日本人のキリスト教徒や、アメリカ人の仏教徒が別の民族として扱われることが無い様に、本来は単なる「〜人のイスラム教徒」として扱われるはずである。
ところが上記の国ではそれぞれ回族、ムスリム人、ムーア人、ポマク人などと別の民族として扱われたり、別の統計に表れたりする。
この意識は内外双方に見られ、ムスリムの側も外部と自分たちは別の民族だと言う意識を持ち、外部の民族もムスリムを自分たちとは、たとえ同じ言語を用い、同じ形質的な人種であっても、同じ民族だとはみなさない場合が多い。

## 言語
ムスリムの使用する言語で最も使用人口が多いのはアラビア語で、約2億8,000万人ほどの話者人口がある。ただし、これには互いに通じない多様な方言を含んでいる（標準アラビア語を公用語として使用するものと考えた場合である）。
次に使用人口が多いのはインドネシア語の約2億人である。ただし、インドネシア語の使用人口の大半は公用語としての使用人口であり、母語者のみに限定した場合は2,000万人ほどである。マレーシア語とはほとんど同じ言語であり、両者を同じ言語であるムラユ語（マレー語）と規定した場合、使用人口は2億2,000万人ほどとなる。
3番目に使用人口が多いのがウルドゥー語の約1億8,000万人である。これもインドネシア語同様、第2言語としての使用人口であり、母語話者はやはり2,000万人ほどだと言われている。インドにはヒンディー語を母語とするムスリムも5,000万人以上存在すると見られる。ウルドゥー語とヒンディー語を同じ言語であるヒンドゥスターニー語と規定した場合、この言語を使用するムスリム人口は2億3,000万人ほどとなり、ムラユ語とほぼ同規模となる。
4番目にムスリムの使用人口が多い言語はベンガル語である。ベンガル語を使用するムスリムの人口は1億6,000万人ほどである。（ただしベンガル語にはヒンドゥー教徒などの話者も多く、総話者人口は2億2,000万人ほどである。）
ジャワ語とパンジャーブ語のムスリム話者がそれぞれ8,000万人ほどである。ただし両者は同時に、インドネシア語、ウルドゥー語の話者でもある。パンジャーブ語には他に、シーク教徒やヒンドゥー教徒の話者も多く、総話者人口は1億人を超える。
ペルシア語の話者が約7,500万人存在する（母語話者は4,000万人ほど）。これに実質同じ言語である、ダリー語とタジク語の使用人口を加えると1億1,000万人ほどとなる。
トルコ語の話者が7,500万人存在する。
ヒンディー語の総使用人口は約5億人だが、そのうち5,000万人近くがムスリムである。ムスリムの使用するヒンディー語はアラビア語ペルシア語由来の外来語の占める割合が高く、ウルドゥー語との境界線が曖昧である。
パシュトー語の話者総数は約4,000万人である。ただし東西の方言差は大きい。
ハウサ語は話者総数約4,000万人、（うち母語話者数は2,500万人ほどである。）
そのほか、2,000万人以上のムスリムの話者人口を持つ言語が、アゼルバイジャン語、ウズベク語、クルド語、ダリー語、スンダ語、スワヒリ語（話者は非イスラム教徒の方が多く、総話者人口は1億人に達する。話者の大半が第二言語としての使用である。）、ソマリ語などである。
1,000万人規模のムスリムの話者人口を持つのが、シンド語、フラニ語、カザフ語、オロモ語（エチオピア正教徒などの話者も多い。総話者人口は2,500万人以上）、マドゥラ語、マレーシア語（非イスラム教徒が多い、華人系やインド系のマレーシア人も公用語として使用する。総話者人口は2,000万人強）、ヨルバ語（ムスリムは30%ほど。総話者人口は3,000万人以上）、タジク語、中国語（回族の話者）、ウイグル語などである。

## 日本人とムスリム

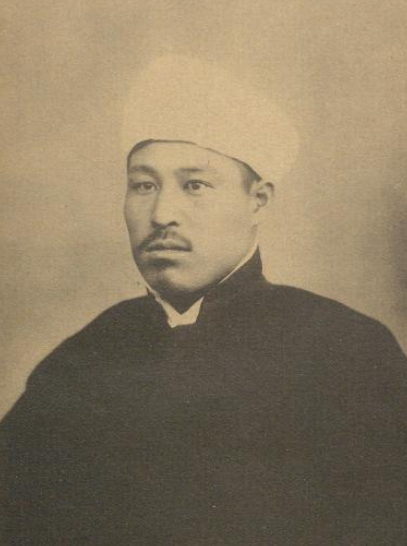
初めてメッカ巡礼をした日本人ムスリム山岡光太郎

日本では、文部科学省文化庁が宗教年鑑などの各宗教の人口統計を発表している。しかし、その統計は各宗教団体の自己申告の信者数を単純に合算したものに過ぎず、正確な統計とはいえない面がある。そのため、日本国内のムスリムの正確な人数を算出することは難しい。
文化庁が取りまとめた「宗務時報」によれば、歴史上のムスリム人口は、1931～1945年の戦中期の滞日ムスリム人口は500人から700としている。1953年に日本人ムスリムによって結成された日本ムスリム協会の創立時会員数は47名、1969年の外国人ムスリム人口は約1500人、1984年の滞日ムスリム人口は、約8000人という数字を上げている。「宗務時報」では、2010年末の滞日ムスリム人口は約11万人としている。ピュー・リサーチ・センターの調査では、2010年の滞日ムスリム人口は、約18万5千としている。
国籍からみると、ムスリムが多数を占める国からの移民、定住者数は、比較的多いのがインドネシア人（約25000人）、マレーシア人（非イスラム教徒の中国系のマレーシア人の来日者も多いため、来日者に占めるムスリム比率は不明）、バングラデシュ人（約11000人）、パキスタン人（約9000人）、スリランカ人（スリランカ自体はイスラム教徒は少数派の国であるため、来日者に占めるムスリムの比率は不明）、イラン人（約5000人）、トルコ人（約2500人）、エジプト人（約1500人）、中国国籍回族（約3500人）、ウイグル人（約700人）である。
それ以外の国からの移民もおり、その出身国は、中東、東アジア、東南アジア、南アジア、中央アジア、アフリカと多岐に渡る。イスラム教徒の比率が、80%前後以上の比率の国家からの来日者数を合計すると、約58000人となる。それ以外の国家からの来日者にもムスリムは存在するため、実際はそれ以上の人口となることが予想される。しかし、前述のとおり、日本では日本人、外国人を問わず、各宗教、宗派の人口統計が存在しないため、正確な数は不明である。
アジアの非イスラム教国の多くには自国民のムスリムの集団が存在する。中国新疆ウイグル自治区等や、タイ南部、フィリピン南部、ミャンマー西部、モンゴル西部などには、隣接するイスラム圏から延長された、ムスリム民族の多数派地域が存在する。カンボジアやベトナムにはムスリム民族の飛び地が存在し、中国や、南アジア諸国には現地の言語や文化、民族に同化したムスリムの集団が存在する。
日本の全ての都道府県にモスク、もしくは何らかの礼拝所が存在し、イスラム教徒の専用の食品や肉、調味料を扱う店やレストランなどが併設されている所もある。

## 世界のムスリム
| 国および地域                                          | ムスリム人口（2009） | ムスリムの比率 | 主な宗派、学派                               | 主な民族                                                                             | 主な言語                                                                                             |
| ----------------------------------------------------- | -------------------- | -------------- | -------------------------------------------- | ------------------------------------------------------------------------------------ | --- |
| 〇西アジア                                            |                      |                |                                              |                                                                                      | |
| アフガニスタン                                        | 28,072,000           | 99.7           | ハナフィー派、12イマーム派、イスマーイール派 | パシュトゥーン人、ハザーラ人、タジク人、ウズベク人、トルクメン人                     | パシュトー語、ダリー語（ペルシア語）、ウズベク語、トルクメン語                                       |
| バーレーン                                            | 642,000              | 81.2           | 12イマーム派                                 | アラブ人、ペルシア人、インド人                                                       | アラビア語、ペルシア語、ウルドゥー語                                                                 |
| キプロス                                              | 198,000              | 22.7           | ハナフィー派                                 | トルコ人                                                                             | トルコ語                                                                                             |
| イラン                                                | 73,777,000           | 99.4           | 12イマーム派                                 | ペルシア人、アゼルバイジャン人、クルド人、アラブ人、バルーチ人                       | ペルシア語、アゼルバイジャン語、クルド語、アラビア語、バルーチ語                                     |
| イラク                                                | 30,428,000           | 99             | 12イマーム派、ハナフィー派                   | アラブ人、クルド人                                                                   | アラビア語、クルド語                                                                                 |
| イスラエル                                            | 1,194,000            | 16.7           | ハナフィー派                                 | アラブ人                                                                             | アラビア語                                                                                           |
| ヨルダン                                              | 6,202,000            | 98.2           | ハナフィー派                                 | アラブ人                                                                             | アラビア語                                                                                           |
| クウェート                                            | 2,824,000            | 95             | マーリキ派                                   | アラブ人、ペルシア人、インド人                                                       | アラビア語、ペルシア語、ウルドゥー語                                                                 |
| レバノン                                              | 2,504,000            | 59.3           | ハナフィー派、12イマーム派                   | アラブ人                                                                             | アラビア語                                                                                           |
| オマーン                                              | 2,494,000            | 87.7           | イバード派                                   | アラブ人                                                                             | アラビア語                                                                                           |
| パレスチナ国                                          | 4,173,000            | 98             | ハナフィー派                                 | アラブ人                                                                             | アラビア語                                                                                           |
| カタール                                              | 1,092,000            | 77.5           | ハンバリー派                                 | アラブ人                                                                             | アラビア語                                                                                           |
| サウジアラビア                                        | 24,949,000           | 97             | ハンバリー派                                 | アラブ人                                                                             | アラビア語                                                                                           |
| シリア                                                | 20,196,000           | 92.2           | ハナフィー派、アラウィー派                   | アラブ人、クルド人                                                                   | アラビア語                                                                                           |
| トルコ                                                | 73,619,000           | 98             | ハナフィー派                                 | トルコ人、クルド人、アラブ人                                                         | トルコ語、クルド語、アラビア語                                                                       |
| アラブ首長国連邦                                      | 3,504,000            | 76.2           | マーリキ派                                   | アラブ人、ペルシア人、インド人                                                       | アラビア語、ペルシア語、ウルドゥー語                                                                 |
| イエメン                                              | 23,363,000           | 99.1           | シャーフィイー派、ザイド派                   | アラブ人                                                                             | アラビア語                                                                                           |
| 〇アジア （南アジア以東）                             |                      |                |                                              |                                                                                      | |
| バングラデシュ                                        | 145,312,000          | 89.6           | ハナフィー派                                 | ベンガル人                                                                           | ベンガル語                                                                                           |
| ブータン                                              | 7,000                | 1.0            | ハナフィー派                                 | ネパール人                                                                           | ネパール語                                                                                           |
| ブルネイ                                              | 269,000              | 67.2           | シャーフィイー派                             | マレー人                                                                             | マレー語                                                                                             |
| カンボジア                                            | 236,000              | 1.6            | マーリキ派                                   | チャム人                                                                             | チャム語                                                                                             |
| 中国                                                  | 21,667,000           | 1.6            | ハナフィー派                                 | 回族、ウイグル人、カザフ人                                                           | 中国語、ウイグル語、カザフ語                                                                         |
| 東ティモール                                          | 43,000               | 3.8            | シャーフィイー派                             | ジャワ人                                                                             | インドネシア語                                                                                       |
| 香港                                                  | 80,000               | 1.1            | ハナフィー派                                 | 回族、インド系、インドネシア系                                                       | 中国語                                                                                               |
| インド                                                | 160,945,000          | 13.4           | ハナフィー派、シャーフィイー派               | インド人ムスリム                                                                     | ウルドゥー語、ヒンディー語、カシミール語、カンナダ語、テルグ語、タミル語、マラヤーラム語、ベンガル語 |
| インドネシア                                          | 202,867,000          | 88.2           | シャーフィイー派                             | ジャワ人、スンダ人、マドゥラ人、ミナンカバウ人、ブギス人                             | インドネシア語、ジャワ語、スンダ語、マドゥラ語、ミナンカバウ語、ブギス語                             |
| ラオス                                                | 2,000                | < 0.1          | シャーフィイー派                             | チャム人                                                                             | チャム語                                                                                             |
| マカオ                                                | 200                  | 0.03           | ハナフィー派                                 | 回族                                                                                 | 中国語                                                                                               |
| マレーシア                                            | 16,581,000           | 60.4           | シャーフィイー派                             | マレー人、インド系ムスリム                                                           | マレー語                                                                                             |
| モルディブ                                            | 304,000              | 98.4           | シャーフィイー派                             | モルジブ人                                                                           | ディベヒ語                                                                                           |
| モンゴル国                                            | 133,000              | 5.0            | ハナフィー派                                 | カザフ人、ホトン人（回族）                                                           | カザフ語、中国語                                                                                     |
| ミャンマー                                            | 1,889,000            | 3.8            | ハナフィー派                                 | ロヒンジャー（ベンガル人）、ビルマ人ムスリム、回族（パンデー）                       | ベンガル語、ビルマ語、中国語                                                                         |
| ネパール                                              | 1,231,000            | 4.2            | ハナフィー派                                 | ネパール人ムスリム                                                                   | ネパール語                                                                                           |
| パキスタン                                            | 174,082,000          | 96.3           | ハナフィー派                                 | パンジャーブ人、シンド人、パシュトゥーン人、バルーチ人、ブラーフーイー人             | ウルドゥー語、パンジャーブ語、シンディー語、パシュトー語、バルーチ語、ブラーフーイー語               |
| フィリピン                                            | 4,654,000            | 5.1            | シャーフィイー派                             | モロ人（マラナオ人、マギンダナオ人、タウスグ人、サマル人）                           | マラナオ語、マギンダナオ語、タウスグ語、サマル語                                                     |
| シンガポール                                          | 706,000              | 14.9           | シャーフィイー派                             | マレー人                                                                             | マレー語                                                                                             |
| スリランカ                                            | 1,711,000            | 8.5            | シャーフィイー派                             | スリランカ・ムーア人、マレー人                                                       | タミル語、マレー語                                                                                   |
| 中華民国 · （台湾）                                   | 23,000               | < 0.1          | ハナフィー派                                 | 回族、インドネシア系                                                                 | 中国語                                                                                               |
| タイ王国                                              | 3,930,000            | 5.8            | シャーフィイー派                             | マレー人、タイ人ムスリム、回族（パンデー）                                           | マレー語、タイ語、中国語                                                                             |
| ベトナム                                              | 157,000              | 0.2            | シャーフィイー派                             | チャム人                                                                             | チャム語                                                                                             |
| 〇北アフリカ                                          |                      |                |                                              |                                                                                      | |
| アルジェリア                                          | 34,199,000           | 98.0           | マーリキ派                                   | アラブ人、カビール人、トゥアレグ人                                                   | アラビア語、カビル語、トゥアレグ語                                                                   |
| ジブチ                                                | 838,000              | 96.9           | シャーフィイー派                             | アファル人、ソマリ人                                                                 | アファル語、ソマリ語                                                                                 |
| エジプト                                              | 78,513,000           | 94.6           | シャーフィイー派                             | アラブ人、ヌビア人                                                                   | アラビア語、ヌビア語                                                                                 |
| エリトリア                                            | 1,854,000            | 36.5           | シャーフィイー派                             | アファル人、ソマリ人                                                                 | アファル語、ソマリ語、アラビア語                                                                     |
| エチオピア                                            | 28,063,000           | 33.9           | シャーフィイー派                             | オロモ人、ソマリ人、アファル人                                                       | オロモ語、ソマリ語、アファル語                                                                       |
| リビア                                                | 6,203,000            | 96.6           | マーリキ派                                   | アラブ人、トゥアレグ人                                                               | アラビア語、トゥアレグ語                                                                             |
| モーリタニア                                          | 3,261,000            | 99.1           | マーリキ派                                   | アラブ人、ウォロフ人                                                                 | アラビア語、ウォロフ語                                                                               |
| モロッコ                                              | 31,993,000           | 99             | マーリキ派                                   | アラブ人、ベルベル人                                                                 | アラビア語、ベルベル語                                                                               |
| ソマリア                                              | 8,995,000            | 98.5           | シャーフィイー派                             | ソマリ人                                                                             | ソマリ語                                                                                             |
| スーダン                                              | 30,121,000           | 71.3           | マーリキ派                                   | アラブ人、ベジャ人、フール人、ヌビア人                                               | アラビア語、ベジャ語、フル語、ヌビア語                                                               |
| チュニジア                                            | 10,216,000           | 99.5           | マーリキ派                                   | アラブ人                                                                             | アラビア語                                                                                           |
| 西サハラ                                              | 510,000              | 99.4           | マーリキ派                                   | アラブ人                                                                             | アラビア語                                                                                           |
| 〇アフリカ （サハラ以南）                             |                      |                |                                              |                                                                                      | |
| アンゴラ                                              | 190,000              | 1              | マーリキ派                                   |                                                                                      | |
| ベナン                                                | 2,182,000            | 24.4           | マーリキ派                                   | フラニ人、ヨルバ人、ソンガイ人                                                       | フラニ語、ヨルバ語、ソンガイ語                                                                       |
| ブルキナファソ                                        | 9,292,000            | 59.0           | マーリキ派                                   | モシ人、フラニ人、ソンガイ人他                                                       | モシ語、フラニ語、ソンガイ語他                                                                       |
| ブルンジ                                              | 180,000              | 2              | シャーフィイー派                             |                                                                                      | スワヒリ語                                                                                           |
| カメルーン                                            | 3,498,000            | 17.9           | マーリキ派                                   | フラニ人、ハウサ人                                                                   | フラニ語、ハウサ語                                                                                   |
| カーボベルデ                                          | 1,000                | < 1            | マーリキ派                                   |                                                                                      | |
| 中央アフリカ共和国                                    | 395,000              | 8.9            | マーリキ派                                   | マバ人                                                                               | マバ語                                                                                               |
| チャド                                                | 6,257,000            | 55.8           | マーリキ派                                   | アラブ人、テダ人、ダザ人                                                             | アラビア語、テダ語、ダザ語                                                                           |
| コモロ                                                | 664,000              | 98.3           | シャーフィイー派                             | コモロ人                                                                             | コモロ語                                                                                             |
| コンゴ民主共和国                                      | 943,000              | 1.4            | シャーフィイー派                             |                                                                                      | スワヒリ語                                                                                           |
| 赤道ギニア                                            | 7,600                | 1.0            | マーリキ派                                   |                                                                                      | |
| ガボン                                                | 140,000              | 9.5            | マーリキ派                                   |                                                                                      | |
| ガンビア                                              | 1,625,000            | 95             | マーリキ派                                   | マンディンカ人                                                                       | マンディンカ語                                                                                       |
| ガーナ                                                | 3,787,000            | 15.9           | マーリキ派                                   | ハウサ人                                                                             | ハウサ語                                                                                             |
| ギニア                                                | 8,502,000            | 84.4           | マーリキ派                                   | スス人、フラニ人、マンディンカ人                                                     | スス語、フラニ語、マンディンカ語                                                                     |
| ギニアビサウ                                          | 680,000              | 42.2           | マーリキ派                                   | フラニ人、マンディンカ人                                                             | フラニ語、マンディンカ語                                                                             |
| コートジボワール                                      | 7,745,000            | 36.7           | マーリキ派                                   | マンディンカ人                                                                       | マンディンカ語                                                                                       |
| ケニア                                                | 2,793,000            | 7.0            | シャーフィイー派                             | オロモ人、ソマリ人                                                                   | オロモ語、ソマリ語、スワヒリ語                                                                       |
| リベリア                                              | 483,000              | 12.2           | マーリキ派                                   | マンディンカ人                                                                       | マンディンカ語                                                                                       |
| マダガスカル                                          | 215,000              | 1.1            | シャーフィイー派                             |                                                                                      | スワヒリ語                                                                                           |
| マラウイ                                              | 1,955,000            | 12.8           | シャーフィイー派                             |                                                                                      | スワヒリ語                                                                                           |
| マリ共和国                                            | 12,040,000           | 92.5           | マーリキ派                                   | マンディンカ人、ソンガイ人、フラニ人、トゥアレグ人                                   | マンディンカ語、ソンガイ語、フラニ語、トゥアレグ語                                                   |
| モザンビーク                                          | 5,224,000            | 22.8           | シャーフィイー派                             |                                                                                      | スワヒリ語                                                                                           |
| ニジェール                                            | 15,075,000           | 98.6           | マーリキ派                                   | ハウサ人、ソンガイ人、トゥアレグ人、フラニ人                                         | ハウサ語、ソンガイ語、トゥアレグ語、フラニ語                                                         |
| ナイジェリア                                          | 78,056,000           | 50.4           | マーリキ派                                   | ハウサ人、ヨルバ人、フラニ人、カヌリ人、ソンガイ人                                   | ハウサ語、ヨルバ語、フラニ語、カヌリ語、ソンガイ語                                                   |
| コンゴ共和国                                          | 59,000               | 1.6            | マーリキ派                                   |                                                                                      | |
| ルワンダ                                              | 182,000              | 1.8            | シャーフィイー派                             |                                                                                      | スワヒリ語                                                                                           |
| セネガル                                              | 12,028,000           | 96.0           | マーリキ派                                   | ウォロフ人、マンディンカ人、フラニ人                                                 | ウォロフ語、マンディンカ語、フラニ語                                                                 |
| シエラレオネ                                          | 4,059,000            | 71.3           | マーリキ派                                   | テムネ人、メンデ人、マンディンカ人                                                   | テムネ語、メンデ語、マンディンカ語                                                                   |
| タンザニア                                            | 13,218,000           | 30.2           | シャーフィイー派、イバード派                 |                                                                                      | スワヒリ語                                                                                           |
| トーゴ                                                | 809,000              | 12.2           | マーリキ派                                   | ハウサ人                                                                             | ハウサ語                                                                                             |
| ウガンダ                                              | 3,958,000            | 12.1           | シャーフィイー派                             |                                                                                      | スワヒリ語                                                                                           |
| ザンビア                                              | 58,000               | 0.4            | シャーフィイー派                             |                                                                                      | スワヒリ語                                                                                           |
| 〇CIS諸国 （旧ソ連構成国）                            |                      |                |                                              |                                                                                      | |
| アルメニア                                            | 1,000                | < 0.1          | 12イマーム派、ハナフィー派                   | アゼルバイジャン人、クルド人                                                         | アゼルバイジャン語、クルド語                                                                         |
| アゼルバイジャン                                      | 8,765,000            | 99.2           | 12イマーム派                                 | アゼルバイジャン人、レズギン人                                                       | アゼルバイジャン語、レズギ語                                                                         |
| ベラルーシ                                            | 19,000               | < 0.1          | ハナフィー派                                 | タタール人                                                                           | タタール語                                                                                           |
| エストニア                                            | 2,000                | 0.1            | ハナフィー派                                 | タタール人                                                                           | タタール語                                                                                           |
| ジョージア                                            | 423,000              | 9.9            | ハナフィー派                                 | アブハズ人、アジャール人、アゼルバイジャン人                                         | アブハズ語、グルジア語、アゼルバイジャン語                                                           |
| カザフスタン                                          | 8,822,000            | 56.4           | ハナフィー派                                 | カザフ人、ウズベク人、東干人（回族）                                                 | カザフ語、ウズベク語、東干語（中国語）                                                               |
| キルギス                                              | 4,734,000            | 86.3           | ハナフィー派                                 | キルギス人、ウズベク人、東干人                                                       | キルギス語、ウズベク語、東干語                                                                       |
| ラトビア                                              | 2,000                | < 0.1          | ハナフィー派                                 | タタール人                                                                           | タタール語                                                                                           |
| リトアニア                                            | 3,000                | 0.1            | ハナフィー派                                 | タタール人                                                                           | タタール語                                                                                           |
| モルドバ                                              | 17,000               | 0.5            | ハナフィー派                                 | タタール人                                                                           | タタール語                                                                                           |
| ロシア                                                | 16,482,000           | 11.7           | ハナフィー派、12イマーム派                   | タタール人、アゼルバイジャン人、チェチェン人、バシキール人、アバール人、チェルケス人 | タタール語、アゼルバイジャン語、チェチェン語、バシキール語、アバール語、チェルケス語                 |
| タジキスタン                                          | 5,848,000            | 84.1           | ハナフィー派、イスマーイール派               | タジク人、ウズベク人                                                                 | タジク語、ウズベク語                                                                                 |
| トルクメニスタン                                      | 4,757,000            | 93.1           | ハナフィー派                                 | トルクメン人、ウズベク人                                                             | トルクメン語、ウズベク語                                                                             |
| ウクライナ                                            | 456,000              | 1.0            | ハナフィー派                                 | タタール人                                                                           | タタール語                                                                                           |
| ウズベキスタン                                        | 26,469,000           | 96.3           | ハナフィー派                                 | ウズベク人、タジク人、カザフ人、カラカルパク人                                       | ウズベク語、タジク語、カザフ語、カラカルパク語                                                       |
| 〇ヨーロッパ （バルカン半島）                         |                      |                |                                              |                                                                                      | |
| アルバニア                                            | 2,522,000            | 79.9           | ハナフィー派                                 | アルバニア人                                                                         | アルバニア語                                                                                         |
| ボスニア・ヘルツェゴビナ                              | 1,522,000            | 40             | ハナフィー派                                 | ムスリム人                                                                           | セルボクロアチア語                                                                                   |
| ブルガリア                                            | 920,000              | 12.2           | ハナフィー派                                 | ポマク人、トルコ人                                                                   | ブルガリア語、トルコ語                                                                               |
| クロアチア                                            | 18,000               | < 0.1          | ハナフィー派                                 | ムスリム人                                                                           | セルボクロアチア語                                                                                   |
| ギリシャ                                              | 310,000              | 3              | ハナフィー派                                 | トルコ人、アルバニア人                                                               | トルコ語、アルバニア語                                                                               |
| コソボ                                                | 1,999,000            | 89.6           | ハナフィー派                                 | アルバニア人                                                                         | アルバニア語                                                                                         |
| マケドニア                                            | 680,000              | 33             | ハナフィー派                                 | ムスリム人、アルバニア人                                                             | セルボクロアチア語、アルバニア語                                                                     |
| モンテネグロ                                          | 111,000              | 17.7           | ハナフィー派                                 | ムスリム人、アルバニア人                                                             | セルボクロアチア語、アルバニア語                                                                     |
| セルビア                                              | 244,000              | 3.2            | ハナフィー派                                 | ムスリム人、アルバニア人                                                             | セルボクロアチア語、アルバニア語                                                                     |
| スロベニア                                            | 49,000               | 2.4            | ハナフィー派                                 | ムスリム人                                                                           | セルボクロアチア語                                                                                   |
| 〇非イスラム圏で 主に移民のムスリムが顕著な国家と地域 |                      |                |                                              |                                                                                      | |
| オーストリア                                          | 353,000              | 4.2            |                                              | トルコ系                                                                             | |
| ベルギー                                              | 281,000              | 3              |                                              | トルコ系                                                                             | |
| デンマーク                                            | 88,000               | 2              |                                              | トルコ系                                                                             | |
| フランス                                              | 3,554,000            | 6              |                                              | アラブ系、アフリカ系                                                                 | |
| ドイツ                                                | 4,026,000            | 4              |                                              | トルコ系                                                                             | |
| ルクセンブルク                                        | 13,000               | 3              |                                              | トルコ系                                                                             | |
| オランダ                                              | 946,000              | 5.7            |                                              | トルコ系、インドネシア系                                                             | |
| ノルウェー                                            | 65,000               | 1              |                                              | トルコ系                                                                             | |
| スペイン                                              | 650,000              | 1              |                                              | アラブ系                                                                             | |
| スウェーデン                                          | 149,000              | 2              |                                              | トルコ系                                                                             | |
| スイス                                                | 323,000              | 4.3            |                                              | トルコ系                                                                             | |
| イギリス                                              | 1,647,000            | 2.7            |                                              | インドパキスタン系                                                                   | |
| アルゼンチン                                          | 784,000              | 1.9            |                                              | アラブ系                                                                             | |
| ブラジル                                              | 191,000              | 0.1            |                                              | アラブ系、アフリカ系                                                                 | |
| カナダ                                                | 657,000              | 2.0            |                                              | インドパキスタン系                                                                   | |
| ガイアナ                                              | 55,000               | 7.2            |                                              | インド系                                                                             | |
| メキシコ                                              | 110,000              | < 0.1          |                                              | アラブ系                                                                             | |
| スリナム                                              | 83,000               | 15.9           |                                              | インドネシア系                                                                       | |
| トリニダード・トバゴ                                  | 78,000               | 5.8            |                                              | インド系                                                                             | |
| アメリカ合衆国                                        | 2,454,000            | 0.8            |                                              | アフリカ系、アラブ系                                                                 | |
| オーストラリア                                        | 365,000              | 1.7            |                                              | インドパキスタン系、インドネシア系                                                   | |
| フィジー                                              | 53,000               | 6.3            |                                              | インド系                                                                             | |
| 日本                                                  | 183,000              | 0.1            |                                              | インドネシア系、パキスタン系                                                         | |
| ニューカレドニア                                      | 7,000                | 2.8            |                                              | アラブ系                                                                             | |
| 韓国                                                  | 71,000               | 0.1            |                                              | インドネシア系、パキスタン系                                                         | |
| モーリシャス                                          | 214,000              | 16.6           |                                              | インド系                                                                             | |
| 南アフリカ共和国                                      | 731,000              | 1.5            |                                              | インド系                                                                             | |
| セーシェル                                            | 1,000                | 1.1            |                                              | アフリカ系                                                                           | |